# 象州镇
象州镇，是中华人民共和国广西壮族自治区来宾市象州县下辖的一个乡镇级行政单位。

## 行政区划
象州镇下辖以下地区：
城东社区、城西社区、城南社区、城北社区、培森村、龙富村、龙门村、鸡沙村、沙兰村、王铎村、沐恩村、石里村、古才村和茶花山林场生活区。